# 유럽블루베리
유럽블루베리(Vaccinium myrtillus 바키니움 미르틸루스[*])는 흔히 빌베리, 홀틀베리로 불리는 파란 빛깔로 된 식용 과일의 관목종이다. 블루베리(Vaccinium cyanococcus)와 많은 공통점이 있다. 다른 산앵도나무속 동종들과 구별하기 위해 더 정확히는 블루 홀틀베리(blue whortleberry), 커먼 빌베리(common bilberry)라고 부른다. 강아지에겐 섭취 금지 품목이다

## 같이 보기
- 블루베리